# 拉斯罗萨斯德瓦尔德亚罗约
拉斯罗萨斯德瓦尔德亚罗约，是西班牙坎塔布里亚的一个市镇。总面积57平方公里，总人口288人（2001年），人口密度5人/平方公里。